# 178P/Hug-Bell
178P/Hug-Bell, komet Jupiterove obitelji